# Крістіан Слейтер
Крістіа́н Майкл Леона́рд Сле́йтер (англ. Christian Michael Leonard Slater; нар. 18 серпня 1969, Нью-Йорк) — американський актор. Дебютував у кіно, зігравши головну роль у фільмі «Легенда про Біллі Джин» (1985), та здобув ширше визнання завдяки своїй проривній ролі Джейсона «Джей Ді» Діна, соціопата-старшокласника, у сатирі «Смертельний потяг» (1988). Він отримав схвалення критиків за головну роль у телесеріалі USA Network «Пан Робот» (2015–2019), що принесло йому премію «Золотий глобус» 2016 року за найкращу чоловічу роль другого плану – серіал, мінісеріал або телефільм, а також додаткові номінації на цю премію у 2017 та 2018 роках. За роль Малгарата у фентезійному серіалі «Хроніки Спайдервіка» (2024) Слейтер отримав дитячу та сімейну премію «Еммі» за видатну головну роль.
У 1990-х роках Слейтер знявся в низці високобюджетних фільмів, зокрема «Молоді стрільці 2» (1990), «Робін Гуд: Принц злодіїв» (1991), «Інтерв'ю з вампіром: Хроніка життя вампіра» (1994), «Зламана стріла» (1996) та «Злива» (1998), а також у культових фільмах, таких як «Gleaming the Cube» (1989), «Врубай на повну котушку» (1990) та «Справжнє кохання» (1993). Зіграв ролі в інших відомих фільмах, зокрема «Ім'я троянди» (1986), «Такер: Людина і його мрія» (1988), «Ті, що говорять із вітром» (2002), «Один у темряві» (2005), «Боббі» (2006), «Він був тихонею» (2007), «Німфоманка» (2013), «Дружина» (2017), «Ми можемо бути героями» (2020) та «Кліпни двічі» (2024).
Окрім ролей у фільмах, Слейтер мав велику кар'єру озвучення, зокрема, його голосом говорить Піпс у мультфільмі «Тропічний ліс: Історія долини папороті» (1992), Слейтер у «Арчері» (2014–2023), Ушарі у «Левиній варті» (2016–2019), Ренд Рідлі у «Корпорації змов» (2021–2022) та Флойд Лоутон/Дедшот у всесвіті анімаційних фільмів DC.

## Життєпис
Народився у сім'ї актора Майкла Гокінса та режисера по підбору акторів Мері Джо Слейтер. У 1976 році його батьки розлучились. У Крістіана є рідний брат Раян Слейтер, який також є актором. З 8 років знімається у телесеріалах. Дебют у кіно розпочався з невеликої ролі у фільмі «The Postman Always Rings Twice», після чого зіграв головну роль у картині «The Legend of Billie Jean» (1985). Наступною була поява у фільмі «Ім'я троянди», де він зіграв учня монаха (Шон Коннері). У 1990-х Слейтер зіграв у багатьох великобюджетних фільмах.
У 1989 році він зіграв разом з Вайноною Райдер та Шеннен Догерті у фільмі «Смертельний потяг», який приніс йому справжню популярність. Наступним фільмом, за роль у якому Слейтер отримав позитивні відгуки критиків, став «Врубай на повну котушку», де він зіграв діджея піратської FM-радіостанції.
З 2000 по 2005 був одружений із Раян Гаддон, з якою вони мали двох дітей. Слейтер мав проблеми із законом, зокрема у 1997 році його було ув'язнено на 3 місяці за напад.
Отримав премію «Золотий глобус» за найкращу чоловічу роль другого плану (мінісеріал, телесеріал або телефільм) у фільмі «Пан Робот» (2015).

## Фільмографія
| Рік  | Фільм                                      | Оригінальна назва фільму                    | Роль                                   |
| 1985 | Легенда про Біллі Джин                     | The Legend of Billie Jean                   |                                        |
| 1986 | Ім'я троянди                               | The Name of the Rose                        | Адсон Мелькський                       |
| 1986 | Twisted                                    |                                             |                                        |
| 1988 | Такер: Людина і його мрія                  | Tucker: The Man and His Dream               | молодий Престон Такер                  |
| 1988 | Смертельний потяг                          | Heathers                                    | Джейсон Дін                            |
| 1989 |                                            | Beyond the Stars                            |                                        |
| 1989 | The Wizard                                 |                                             |                                        |
| 1989 | Gleaming the Cube                          |                                             |                                        |
| 1990 | Казки з темного боку                       | Tales from the Darkside: The Movie          | Енді                                   |
| 1990 | Молоді стрільці 2                          | Young Guns II                               | «Арканзас» Дейв Рудабуг                |
| 1990 | Врубай на повну котушку                    | Pump Up the Volume                          | Марк Гантер                            |
| 1991 | Робін Гуд: Принц злодіїв                   | Robin Hood: Prince of Thieves               | Вілл Скарлетт                          |
| 1991 | Mobsters                                   |                                             |                                        |
| 1991 | Зоряний шлях 6: Невідкрита країна          | Star Trek VI: The Undiscovered Country      |                                        |
| 1992 | Каффс                                      | Kuffs                                       | Джордж Каффс                           |
| 1992 | Тропічний ліс: Історія долини папороті     | FernGully: The Last Rainforest              | Піпс                                   |
| 1992 | Where the Day Takes You                    |                                             |                                        |
| 1993 | Дике серце / Неприборкане серце            | Untamed Heart                               | Адам                                   |
| 1993 | Справжнє кохання                           | True Romance                                | Кларенс Ворлі                          |
| 1994 | Інтерв'ю з вампіром: Хроніка життя вампіра | Interview with the Vampire                  | Деніел Моллой                          |
| 1994 | Джиммі-Голлівуд                            | Jimmy Hollywood                             | Вільям                                 |
| 1995 | Убивство першого ступеня                   | Murder in the First                         | Джеймс Стемфіл                         |
| 1996 |                                            | Bed of Roses                                |                                        |
| 1996 | Зламана стріла                             | Broken Arrow                                | капітан Райлі Хейл                     |
| 1997 |                                            | Julian Po                                   |                                        |
| 1997 | Basil                                      |                                             |                                        |
| 1997 | Остін Паверс: Міжнародна людина-загадка    | Austin Powers: International Man of Mystery |                                        |
| 1998 | Злива                                      | Hard Rain                                   | Том, інкасатор                         |
| 1998 | Very Bad Things                            |                                             |                                        |
| 2000 |                                            | The Contender                               |                                        |
| 2001 | Хто такий Клетіс Таут?                     | Who Is Cletis Tout?                         |                                        |
| 2001 | 3000 миль до Грейсленда                    | 3000 Miles to Graceland                     | Гансон                                 |
| 2001 | Зразковий самець                           | Zoolander                                   |                                        |
| 2002 |                                            | Hard Cash                                   |                                        |
| 2002 | Ті, що говорять із вітром                  | Windtalkers                                 | сержант Піт «Окс» Андерсон             |
| 2003 |                                            | Masked and Anonymous                        |                                        |
| 2004 |                                            | Churchill: The Hollywood Years              |                                        |
| 2004 | Мисливці за розумом                        | Mindhunters                                 | Джей Ді Рестон                         |
| 2004 | The Confessor                              |                                             |                                        |
| 2005 | Один у темряві                             | Alone in the Dark                           | Едвард Карнбі                          |
| 2005 | The Deal                                   |                                             |                                        |
| 2006 |                                            | Crossing the Line                           |                                        |
| 2006 | Боббі                                      | Bobby                                       | Тіммонс                                |
| 2006 | Hollow Man 2                               |                                             |                                        |
| 2007 | Він був тихонею                            | He Was a Quiet Man                          |                                        |
| 2007 | Вихор                                      | Slipstream                                  | Рей / Метт Доббс / другий поліцейський |
| 2007 | The Ten Commandments                       |                                             |                                        |
| 2008 | Кривава любов                              | Love Lies Bleeding                          | Поллен                                 |
| 2008 | Ігор                                       | Igor                                        | Ігор                                   |
| 2009 | Кадилак Долана                             | Dolan's Cadillac                            | Долан                                  |
| 2009 | Фантазер                                   | Lies & Illusions                            | Вес Вілсон                             |
| 2010 |                                            | Quantum Quest: A Cassini Space Odyssey      |                                        |
| 2011 |                                            | Sacrifice                                   |                                        |
| 2011 | The River Murders                          |                                             |                                        |
| 2011 | Зброя, дівчата й азарт                     | Guns, Girls and Gambling                    | Джон Сміт                              |
| 2011 | Without Men                                |                                             |                                        |
| 2012 |                                            | Playback                                    |                                        |
| 2012 | Солдати удачі                              | Soldiers of Fortune                         | Крейг Маккензі                         |
| 2012 | El Gringo                                  |                                             |                                        |
| 2012 | Freaky Deaky                               |                                             |                                        |
| 2012 | Dawn Rider                                 |                                             |                                        |
| 2012 | Rites of Passage                           |                                             |                                        |
| 2012 | Back to the Sea                            |                                             |                                        |
| 2012 | Код доступу «Софія»                        | Assassin's Bullet                           | Роберт Діггс                           |
| 2012 | Нестримний                                 | Bullet to the Head                          | адвокат Морел                          |
| 2013 | Влада переконань                           | The Power of Few                            | Клайд                                  |
| 2013 | Stranded                                   |                                             |                                        |
| 2013 | Німфоманка                                 | Nymphomaniac                                | батько Джо                             |
| 2014 |                                            | Ask Me Anything                             |                                        |
| 2014 | Way of the Wicked                          |                                             |                                        |
| 2015 | Машина часу в джакузі 2                    | Hot Tub Time Machine 2                      | Брет                                   |
| 2015 | The Adderall Diaries                       |                                             |                                        |
| 2016 | Королівська кобра                          | King Cobra                                  | Браян Косич                            |
| 2017 | Саміт                                      | The Summit                                  | Дерек Маккінлі                         |
| 2017 | Дружина                                    | The Wife                                    | Натаніел                               |
| 2018 |                                            | The Public                                  |                                        |
| 2018 | Suicide Squad: Hell to Pay                 |                                             |                                        |
| 2020 | Ми можемо бути героями                     | We Can Be Heroes                            | Тех-но                                 |
| 2021 |                                            | LEGO Star Wars Terrifying Tales             | Рен (голос)                            |
| 2023 | Чупа                                       | Chupa                                       | Річард Квінн                           |
| 2023 | Фрілансер                                  | Freelance                                   | Себастьян Ерл                          |
| 2024 | Без глазурі                                | Unfrosted                                   | Майк Даймонд                           |
| 2024 | Кліпни двічі                               | Blink Twice                                 | Вік                                    |

## Телесеріали
- 2014 —2023 — Арчер
- 2015 — Пан Робот
- 2021 — Доктор Смерть
- 2021 — Корпорація змов
- 2022 — Захисники 2
- 2024 — Спайдервік: Хроніки